# 邢顒
邢顒（2世紀—223年），字子昂，河間郡鄚縣（今河北省任丘市）人。東漢末年及三國時人，曾投效曹操和在曹魏任官，於曹魏官至太常。

## 生平
邢顒曾獲東漢舉孝廉和被司徒辟命，但都不應命，而且改易姓氏和表字，到右北平郡，跟隨田疇在北方游歷。建安十年（205年），曹操斬袁譚，消滅袁紹在冀州殘餘勢力，平定冀州。邢顒向田疇稱讚曹操，勸田疇協助曹操安定天下，及後收拾行裝回到故鄉。
後曹操辟邢顒為冀州從事，及後任廣宗縣長，因舊將逝世而棄官悼喪。監察部門向曹操報告，但曹操認為他對故人忠實，始終一致，不要問罪。後改任司空掾，再任行唐縣令，任內鼓勵人民進行農業生產，大行教育。後轉任丞相門下督，遷左馮翊，後因病離職。此時，曹操為各兒子選屬官，任命邢顒為平原侯曹植的家丞。邢顒與曹植都以禮防備，不作屈撓，於是和曹植合不來。及後邢顒轉參丞相軍事，轉東曹掾。
當日曹操選立繼承人時，曹操詢問邢顒的意見，邢顒說：「以庶代宗，先世之戒也。願殿下深重察之。（廢長立幼，先代已有例子作為警戒。希望殿下慎重考慮。）」表明支持作為嫡長子的曹丕。曹操因而在立曹丕為繼承人後任命為魏國太子少傅，後遷太子太傅。
黃初元年（220年），曹丕登位稱帝，邢顒任侍中尚書僕射，賜爵關內侯，後出任司隷校尉，再徙太常。黃初四年（223年），邢顒逝世。

## 後代

### 子
- 邢友，嗣子，嗣爵关内侯。

### 曾孫
- 邢喬，母李氏[1]，西晉尚書吏部郎、司隸校尉，於306年被范陽王司馬虓殺害[2]。

## 評價
- 田疇：「邢顒，民之先覺也。」
- 冀州人民：「德行堂堂邢子昂。」
- 劉楨：「（平原侯）家丞邢顒，北土之彥，少秉高節，玄靜澹泊，言少理多，真雅之士也。」
- 曹操：「（邢）顒篤於舊君，有一致之節。」

## 延伸阅读
[在维基数据编辑]
 《三國志·卷12》，出自陳壽《三國志》